# Drehgestell Bauart Y 25

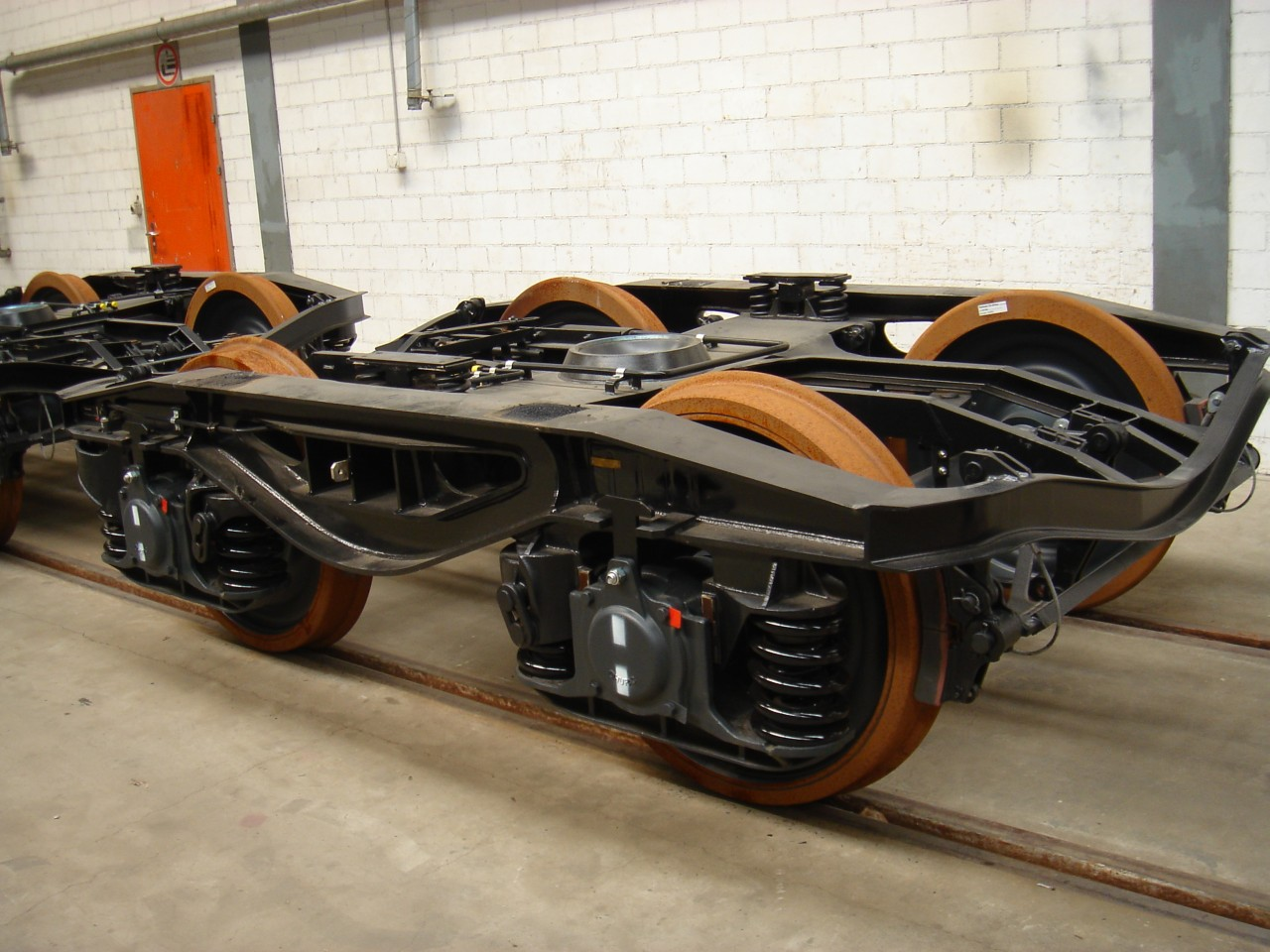
Neu angeliefertes Y-25-Drehgestell im Jahr 2009

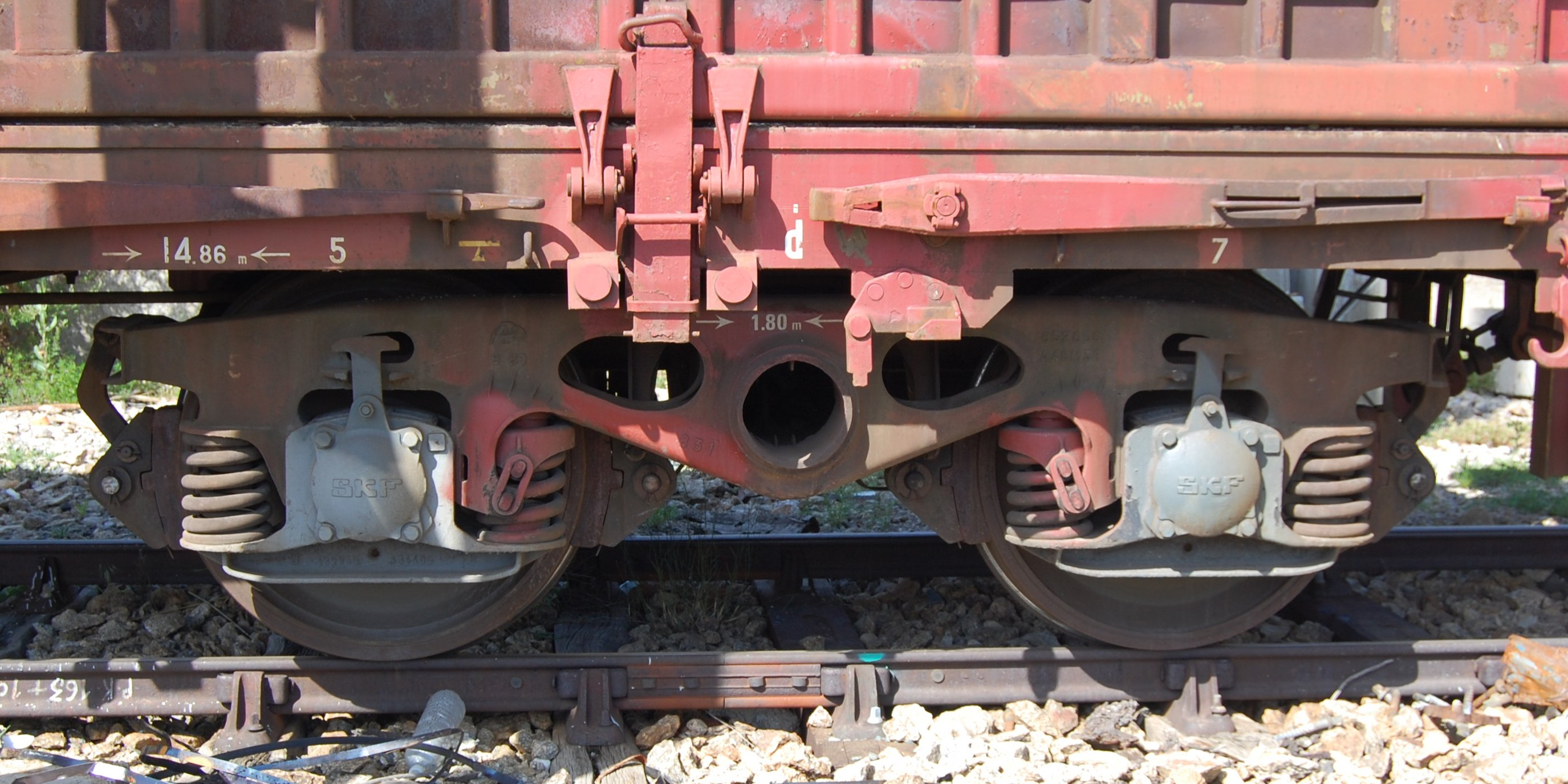
Drehgestellrahmen in gegossener Ausführung

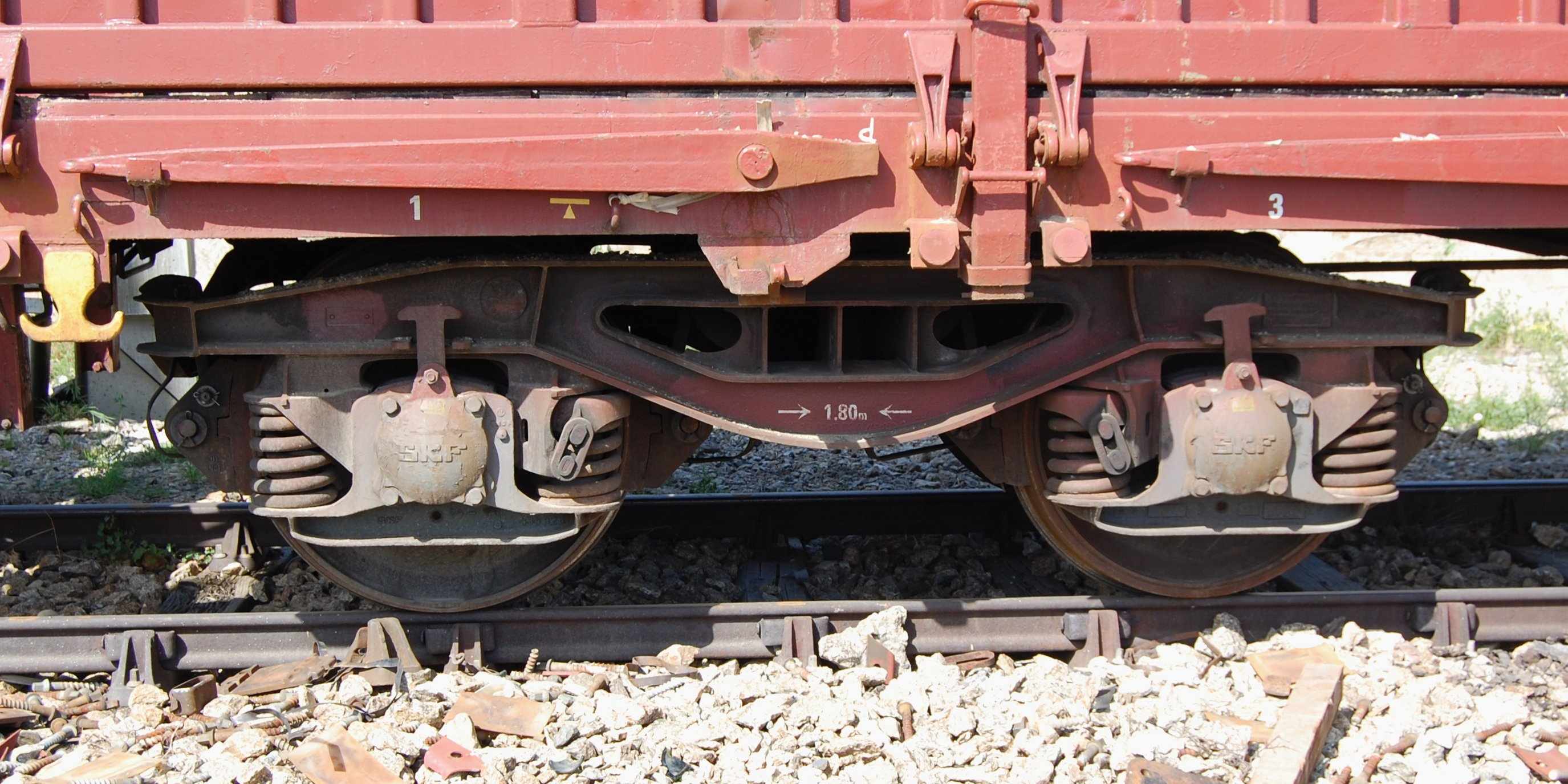
Drehgestellrahmen in geschweißter Ausführung

Das Drehgestell der Bauart Y 25 ist das in Europa am häufigsten verwendete Drehgestell bei Güterwagen. Es wurde Mitte der 1960er Jahre von der französischen Staatsbahn SNCF entwickelt und wird in verschiedensten Ausführungen bis heute hergestellt.
Die Hauptabmessungen und die Schnittstellen sind vom Internationalen Eisenbahnverband (UIC) genormt, sodass eine Austauschbarkeit gegeben ist.

## Geschichte

### Entwicklung und Verbreitung
In den 1950er Jahren erfuhr das aus Deutschland stammende Minden-Dorstfeld-Drehgestell (in Frankreich unter der Bezeichnung „Y 19“ geführt) große Beliebtheit. Es besaß Blattfedern, die mit Federschaken am Drehgestellrahmen befestigt waren, und Lenkachsen, die einen geringen Verschleiß beim Durchlaufen von Radien mit sich brachten. Nachteil der Minden-Dorstfeld-Drehgestelle war jedoch ihr ausgeprägter Sinuslauf auf geraden Gleisabschnitten. Da das französische Schienennetz weniger Bögen und geringere Krümmungen als das deutsche Schienennetz aufwies, entschloss sich die französische Staatsbahn SNCF zur Entwicklung eines eigenen Drehgestells, dessen Eigenschaften auf den Geradeauslauf optimiert werden sollten. 1960 wurden die Drehgestellbauarten Y 21 und Y 23 eingeführt. Bei diesen Drehgestellen betrug der Abstand der Radsatzwellen 2000 mm. Mitte der 1960er Jahre wurde schließlich das Y-25-Drehgestell mit einem Radsatzstand von 1800 mm eingeführt. In der Folge entstanden unterschiedliche Varianten, die mit eigenen Gattungsbuchstaben bezeichnet wurden. Die Variante Y 25 Cs – das C steht für die maximale Radsatzlast von 20 t, das s für die zugelassene Höchstgeschwindigkeit von 100 km/h – wurde 1967 vom Eisenbahnverband UIC als Standard-Drehgestell zertifiziert.
Daraufhin verbreitete sich die Drehgestellbauart Y 25 auch in anderen Ländern. Die Deutsche Bundesbahn begann 1978 mit dem Einsatz von Güterwagen mit Y-25-Drehgestellen. Zu dieser Zeit fertigten viele Hersteller Y-25-Drehgestelle an, darunter beispielsweise die Waggonfabrik Talbot aus Aachen. In den 1990er Jahren verdrängten die Y-25-Drehgestelle die wichtigsten blattgefederten Bauformen vollständig.

### Heutiger Einsatz

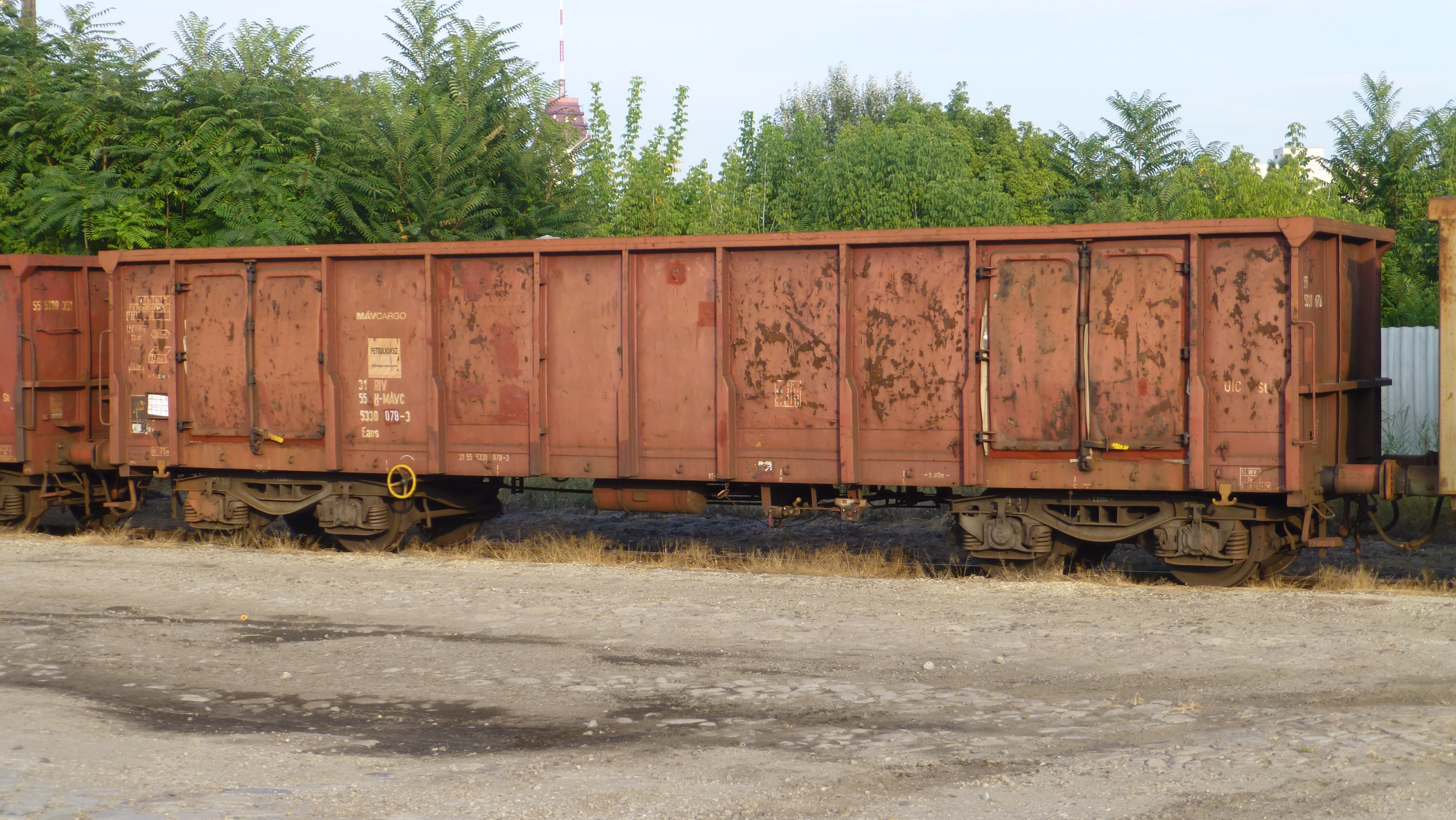
Offener Güterwagen der Bauart Eaos mit Drehgestellen der Bauart Y 25 in Ungarn

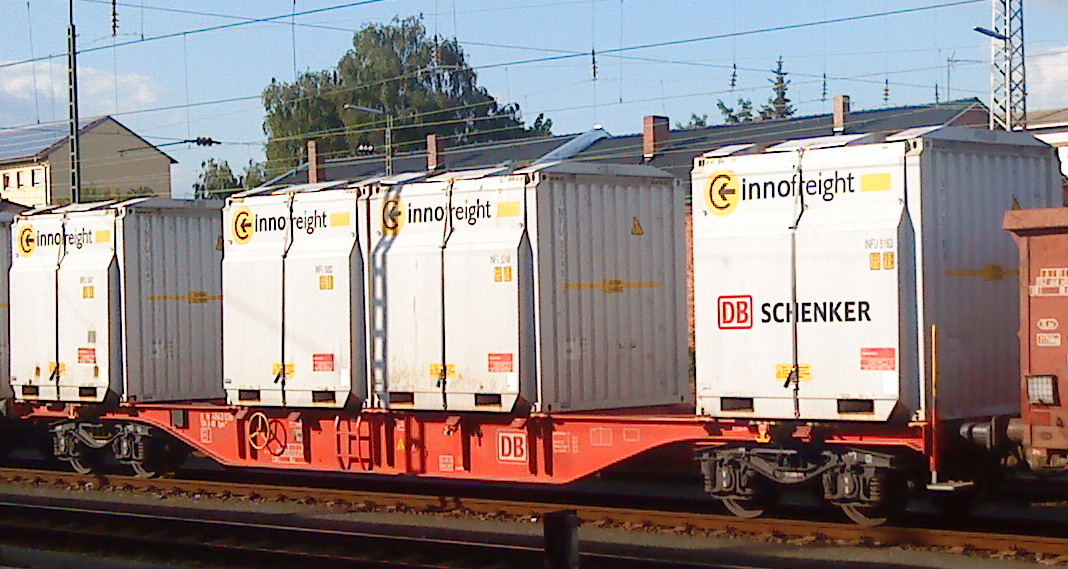
Containertragwagen der Gattung Sgns^{481} der Deutschen Bahn mit Y-25-Drehgestellen

Trotz des mittlerweile fortgeschrittenen Alters der Konstruktion ist das Drehgestell Y 25 heute das meistverwendete Güterwagen-Drehgestell und wird von diversen Herstellern fortlaufend neu gebaut. Das Y-25-Drehgestell ist vergleichsweise einfach und kostengünstig zu fertigen, zudem sind die Rechte an der Konstruktion bereits abgelaufen, was es insbesondere osteuropäischen Waggonfabriken ermöglicht, das im Güterverkehr ausschlaggebende günstige Preisniveau zu halten. Werden von einem Drehgestellhersteller die für die Y-25-Familie charakteristischen, in der Norm DIN EN 16235 festgelegten Eigenschaften und Toleranzen erfüllt, muss dieser keine Streckenfahrversuche für den Zulassungsprozess durchführen, was seine Kosten abermals senkt. Die durch die Normung entstandene Standardisierung der wichtigsten Komponenten und die große Verbreitung ermöglichen einerseits einen Einsatz in nahezu allen europäischen Ländern im Rahmen der Interoperabilität im Schienenverkehr, andererseits ist in den Instandhaltungswerkstätten in ganz Europa das technische Know-how vorhanden, ein defektes Y-25-Drehgestell fachgerecht zu reparieren. Die Nachteile der Y-25-Konstruktion, zu denen suboptimale Laufeigenschaften, geringe Stabilität und eine maximale Radsatzlast von ursprünglich 20 t, später 25,5 t bzw. 23,5 t, gehören, sind bekannt und haben in den letzten Jahren diverse Hersteller dazu motiviert, auf Basis des Anforderungsprofils für Y-25-Drehgestelle eigene Drehgestellkonstruktionen auf den Markt zu bringen. Jedoch konnte sich bisher insbesondere bei gewöhnlichen Güterwagen, die keinen spezialisierten Verwendungszweck haben (z. B. Schüttgutwagen), kein Drehgestell durchsetzen, das sich erheblich von der Bauart Y 25 unterscheidet.
Der Wunsch, auch bei Fahrzeugen mit Radsatzlasten von 25 t Drehgestell der Y-25-Familie verwenden zu können, führte zur Neuentwicklung der Radsatzlagergehäuse. Mit diesen verstärkten Radsatzlagergehäusen zusammen mit verbesserten Achslagern konnte einer der Nachteile der Y-25-Drehgestelle behoben werden. Da sie abwärtskompatibel sind, können diese neuen 25 t-Radsätze ohne Umbau in die vorhandenen, alten Y-25-Drehgestelle eingebaut werden.

## Technik

### Spezifikationen
Das Y-25-Drehgestell wurde in vielen Varianten gebaut, dennoch gibt es einige charakteristische Eigenschaften: Der Achsabstand beträgt 1800 mm, der Raddurchmesser im Neuzustand 920 mm. Der Drehgestellrahmen ist 3250 mm lang und 2200 mm breit. Die maximal zulässige Radsatzlast beträgt im Regelfall 20 t, je nach Bauart bis zu 25 t. Ein durchschnittliches Y-25-Drehgestell hat eine Masse von rund 4,5 t.
Es werden aufgesattelte, standardisierte Radsatzlager mit festgelegten Außenabmessungen und Innenmaß für das Rollenlager verwendet. Ebenfalls standardisiert sind die Abmessungen der Drehpfanne mit Drehzapfen.

### Drehgestellrahmen
Die Hauptbestandteile des Drehgestellrahmens sind zwei seitliche Längsträger, die die Radsätze aufnehmen, und ein mittig zwischen den Radsatzwellen angeordneter Hauptquerträger mit Drehzapfen. Die ersten Y-25-Drehgestellrahmen bestanden ausschließlich aus diesen Elementen und werden heute als Bauart Y 27 bezeichnet. Später kamen Kopfquerträger hinzu, um zwei zusätzliche Bremssohlen pro Radsatz anbringen zu können. Außerdem wurde ein weiterer, mittiger Langträger hinzugefügt. Die Langträger des Drehgestells sind verwindungssteif, der Hauptquerträger dagegen verwindungsweich (»torsionselastisch«), um Belastungen, die z. B. aufgrund von Gleislagefehlern nicht auf beiden Seiten gleich groß sind, aufnehmen zu können. Y-25-Drehgestellrahmen gibt es bei gleichen Ausmaßen in gegossener oder geschweißter Ausführung. Bei geschweißten Drehgestellrahmen werden die Träger aus mehreren Teilen zusammengeschweißt, bei der gegossenen Variante werden dagegen hauptsächlich drei Gussteile – zwei Lang- und ein Hauptquerträger – zusammengesetzt. In den Anfangsjahren wurden viele gegossene Y 25 hergestellt, da in Frankreich geeignete Gießereien hohe Stückzahlen liefern konnten. Heute wird meist die geschweißte Version gewählt, da sie sowohl günstiger als auch leichter ist.

### Federung

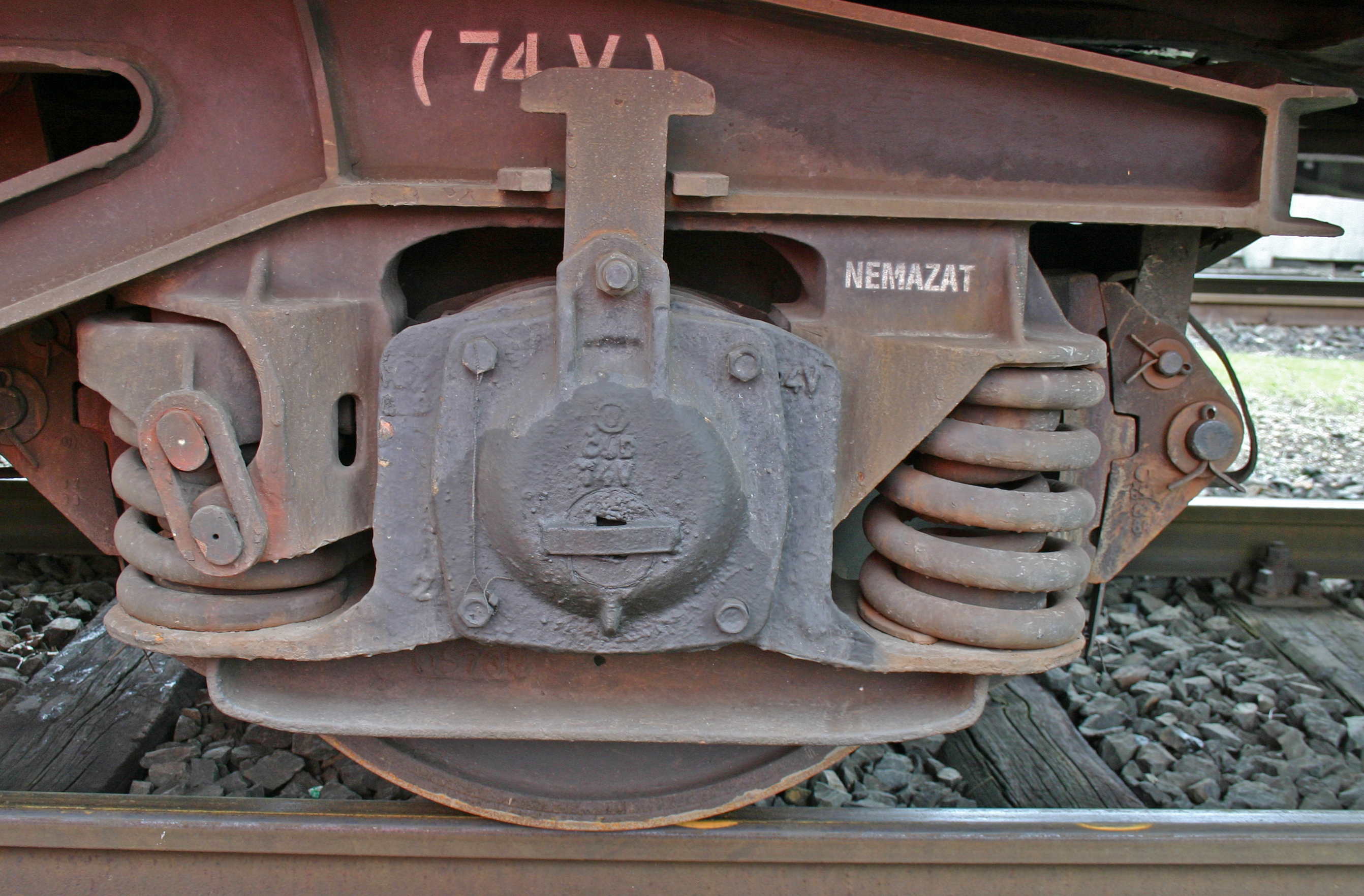
Radsatzlager an einem Y-25-Drehgestell mit Schraubenfedern und Lenoir-Dämpfer (links)

Die Primärfederung der Drehgestelle erfolgt im Regelfall durch insgesamt 16 Schraubenfedern. Dabei sind stets zwei Schraubenfedern ineinander verschachtelt. Die innere Feder liegt innerhalb der äußeren Feder, die einen größeren Durchmesser besitzt. Im Betrieb wird zunächst die äußere Feder wirksam. Erst wenn die äußere Feder einen bestimmten Federweg überschreitet, wird die innere Feder aktiv. Das ist in der Regel dann der Fall, wenn der Wagen voll beladen ist: Aus diesem Grund wird die innere Feder auch Lastfeder, und die äußere Tarafeder genannt. An jedem Radsatz befinden sich vier solcher Federpaare – zwei pro Seite. Durch die Flexicoilwirkung der Schraubenfedern wird eine radiale Einstellung der Radsätze im Gleisbogen ermöglicht.
Der Wickelsinn ist durch den UIC vorgegeben. Bei Radsätzen mit 20 Tonnen Radsatzlast ist die Tarafeder rechts, die Lastfeder dagegen links gewickelt. Bei Radsätzen mit 22,5 Tonnen Radsatzlast ist die Tarafeder links und die Lastfeder rechts gewickelt. Da in den UIC-Reglementen auch festgehalten ist, dass alle Tarafedern denselben Wicklungssinn haben müssen, und alle Schraubenfederpaare (also die Tara- und Lastfeder) einen gegenseitigen Wicklungssinn, ist auch ohne sichtbare Anschrift oder Kennzeichnung einfach erkennbar, ob die richtigen Federn eingebaut wurden.
Anders als Blattfedern verfügen Schraubenfedern über keine eigene Dämpfung. Um das Auftreten von Resonanz zu vermeiden, werden beim Y-25-Drehgestell Lenoir-Dämpfer verwendet. Ein Patent für diese Dämpfung wurde im März 1960 in Paris von Albert Lenoir und der französischen Staatsbahn SNCF angemeldet. Der Lenoir-Dämpfer besteht aus zwei Federschaken, die mit ihren unteren Enden den Drehgestellrahmen mit einer Federkappe am oberen Ende der Feder verbinden. Über die Federschaken stützen sich die Federn auf den Drehgestellrahmen ab. Durch die geneigte Anordnung der Federschaken wird eine horizontale Kraft erzeugt, welche die Federkappe gegen den Drehgestellrahmen und einen horizontalen Stößel gegen das Radsatzlagergehäuse presst. Auf diese Weise werden sowohl Vertikal- als auch Seitenbewegungen durch trockene Reibung gedämpft und eine lastabhängige Dämpfung erreicht. Die Federschaken befinden sich stets am innenliegenden Federpaar eines Radsatzes.
Einige Drehgestelle erhielten anstelle von Schraubenfedern Gummirollfedern.

### Bremse
Y-25-Drehgestelle sind in der Regel mit zweiseitig wirkenden Klotzbremsen ausgestattet. Betätigt wird die Bremse über einen am Wagenkasten oder falls das nicht möglich ist, einen im Drehgestell angeordneten Bremszylinder.

### Zusatzeinrichtungen
Einige Y-25-Drehgestelle sind mit Wiegeventilen zur automatischen Lastabbremsung ausgestattet. Auch gab es Ausführungen mit Achsgeneratoren.

## Verwandte Bauarten
In der folgenden Liste sind die verwandten Bauarten und deren Abweichungen zur Bauart Y25 aufgeführt.
- Bauart Y 21; 2 m Achsstand
- Bauart Y 23; 2 m Achsstand, ohne Kopfquerträger und einseitige Bremsanlage
- Bauart Y 25 Lsod; radial einstellbare Radsätze durch Anordnung von Lenoir-Dämpfern an beiden Radsätzen[10]
- Bauart Y 27; ohne Kopfquerträger, einseitig von innen wirkende Klotzbremse
- Bauart Y 27 D1; wie Y 27, aber Laufkreisduchmesser der Räder 840 mm
- Bauart Y 27 Or LDsm; 1,8 m Achsstand, ohne Kopfquerträger, Scheibenbremse mit sechs Bremsscheiben, radial einstellbare Radsätze durch Anordnung von Lenoir-Dämpfern an beiden Radsätzen, nur bei SBB verwendet.[11]
- Bauart Y 27 Or LDssm; wie Y 27 Or LDssm, aber nur vier Bremsscheiben, nur bei SBB verwendet.[11]
- Bauart Y 27 Or LDssmf; wie Y 27 Or LDssm, aber zusätzlich mit einseitiger Klotzbremse als Feststellbremse und Wiegeventil, nur bei SBB verwendet. Dieses Drehgestell wird unter den ATCS-Wagen Slps-xy mit den Nummern 82 85 7 472 300...311 zusammen mit einem Drehgestell der Bauart Y 27 Or LDssm eingesetzt.[11]
- Bauart Y 31; ohne Kopfquerträger, einseitige Bremsanlage, Räder mit 840 mm Laufkreisduchmesser
- Bauart Y 31 C1; wie Y 31 aber Laufkreisduchmesser der Räder 760 mm. Die Drehgestelle sind baugleich zur DB-Bauart 707 mit 730 mm Laufkreisduchmesser beziehungsweise der DB-Bauart 631 mit 680 mm Laufkreisdurchmesser, die aber beide Radsätze der Bauart 77 verwenden
- Bauart Y 33; 2 m Achsstand, ohne Kopfquerträger, einseitige Bremsanlage, Laufkreisduchmesser 840 mm. Die Drehgestelle der DB-Bauart 632.0 und 633.0, wie sie bei den Sylt-Shuttle-Wagen verwendet wird, sind ähnlich, haben aber Radsätze mit einem Laufkreisduchmesser von 680 mm.
- Bauart Y 35; 2,2 m Achsstand, Wiege mit Pendelaufhängung, ohne Kopfquerträger, einseitige Bremsanlage. Diese Bauart ist bei 16 t Radsatzlast für 140 km/h zugelassen. Sie wird vornehmlich für Autoreisezugwagen in Frankreich eingesetzt.
- Bauart Y 37: 2,3 m Achsstand, Wiege mit Pendelaufhängung, kein Kopfquerträger, Scheibenbremsen und einseitig wirkende Klotzzusatzbremse, kleinere Räder mit Laufkreisdurchmesser 920/840 mm. Diese Bauart ist mit 18 t Radsatzlast für 160 km/h zugelassen.
- Bauart Y 39: 2,2 m Achsstand, Laufkreisdurchmesser 680 mm[12]